# Äspereds kyrka
Äspereds kyrka är en kyrkobyggnad i östra delen av Borås kommun. Den tillhör sedan 2014 Toarps församling (tidigare Äspereds församling) i Skara stift.

## Historik
En tidigare stenkyrka på platsen var sannolikt uppförd på 1500-talet, innan dess fanns troligtvis en stavkyrka. Stenkyrkan hade reparerats många gånger under 1700- och 1800-talet men var trots det mycket sliten och år 1856 beslöts i sockenstämman att börja samla in pengar till en ny kyrka. Till arkitekt valdes Johan Fredrik Åbom och åren 1861-1862 uppfördes kyrkan för att invigas 1862.

## Kyrkobyggnaden
Nuvarande stenkyrka är byggd i en blandning av empire och nygotik med ett ljust och rymligt kyrkorum. Koret är rundat. Inredningen är mycket välbevarad och målad i vitt och guld. Under år 1990 genomgick kyrkan en renovering då bland annat två rum byggdes under orgelläktaren.

## Inventarier

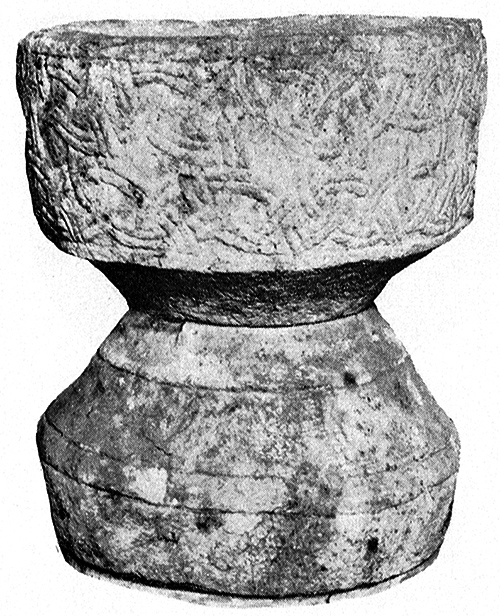
Dopfunten.

- Den romanska dopfunt i två delar, huggen i sandsten under 1100-talets senare del, tillskrives stenmästaren Andreas och är 80 cm hög. Cuppan är cylindrisk med skrånande undersida. Runt livet finns en ringkedjefris. Foten är rund. plintformad, med skrånande översida. Centralt uttömningshål. [4]
- Altaruppsatsen omfattar ett mantelkors med törnekrona, en stege och ett lövverk i gotisk stil.
- Predikstolen är utförd av Anders Johansson i Tvärred.

### Orgel
- 1890 tillverkades en orgel med 12 stämmor, 2 manualer och pedal av Karl August Anderssons Orgelfabrik i Stockholm. Den invigdes söndagen 10 oktober 1890. Handlaren L. Larsson på Espereds Stom hade testamenterat 500 kr. för en orgel och resten sköt församlingen till. Den lär ha kostat 12 000 kr.[5]
- Den nuvarande Orgeln är placerad på västra läktaren. Den tillverkades 1914 av Liareds orgelbyggeri och hade då elva stämmor. Fasaden är samtida med orgeln och hade ursprungligen stumma pipor. Den byggdes om 1981 av Tostareds Kyrkorgelfabrik och har därefter femton stämmor. Då tillkom även nya ljudande fasadpipor.[6][7]

#### Disposition
| Huvudverk     | Svällverk         | Pedalverk     | Koppel |
| Principal 8'  | Rörflöjt 8'       | Subbas 16'    | I/P    |
| Gedackt 8'    | Salicional 8'     | Borduna 8'    | II/P   |
| Oktava 4'     | Koppelflöjt 4'    | Kvintadena 4' | II/I   |
| Spetsflöjt 4' | Principal 2'      |               |        |
| Waldflöjt 2'  | Nasat 1 1/3'      |               |        |
| Mixtur 3 ch   | Sesquialtera 2 ch |               |        |
|               | Tremulant         |               |        |

## Klockor
Kyrkan har två klockor. 
- Storklockan är av en vanlig senmedeltida normaltyp, väger 540 kg och saknar inskription.[8]
- Lillklockan har en vikt av 195 kg. Den göts 1695 och kom 1837 till kyrkan från Längnum. Inskriptionen på klockan lyder:

I.H.S När Gud är med oss ho kan då vara mot oss. B.M.S

När du hörer detta klockeljud, öppna ditt hjärta då till Gud.

Olaus Andrae, pastor i Tängened. Petrus Nabbelius comminister.

Anno 1695 är denna klocka i Lanngom omgiuten och formerad till Guds namns ära och församlingen till nytia.

Kyrkvärdarna Nils Olovsson och Harlor Gunnarsson